# Fregat
A Fregat (oroszul: Фрегат) orosz rakéta-végfokozat, melyet az NPO Lavocskin vállalat fejlesztett ki és gyárt. A Szojuz, Zenyit és Angara hordozórakétákhoz használják. 2000-ben indították először.

## Jellemzői
Felépítésében és konstrukciójában az NPO Lavocskin korábbi űrszondáinak (Fobosz szondák, Marsz–96) hajtómű-blokkjait követi.
A végfokozat központi eleme az alumíniumból készült, hat egymásba metsződő gömb alkotta gyűrű. Két gömb a tüzelőanyagnak  kettő az oxidálóanyagnak,  kettő a műszereknek (avionika, vezérlőrendszer) ad helyet. A vezérlőrendszere és az avionikai rendszere digitális, a független hordozórakétától.
A gömbök alkotta gyűrű közepén található a KB Himmas által gyártott, hidraulikus rendszerrel mozgatható  SZ5.92 típusú, 19,6 kN tolóerejű és 326 s fajlagos impulzusú főhajtómű. A folyékony hajtóanyagú rakétahajtómű tüzelőanyaga aszimmetrikus dimetil-hidrazin, oxidálóanyaga nitrogén-tetroxid.  A hajtómű teljes üzemideje 877 s, 25 alkalommal indítható újra. A hajtóműnek két üzemmódja van: 19,6 kN és 14 kN tolóerővel. 12 db különböző helyen elhelyezett orientációs hajtóműve van, ezek tolóereje egyenként 50 N.

## Típusváltozatok

### Fregat
Az alapváltozat, melyet egy Szojuz–U-val indítottak 2000. február 8-án indítottak első alkalommal. Ezt a végfokozatot Szojuz–U, a Szojuz–FG és Szojuz–2 hordozórakétákhoz használják.

### Fregat–SZB
Az alapváltozatú Fregat módosított, továbbfejlesztett változata, Fő különbség, hogy a fokozat alá egy tórusz alakú, használat közben leoldható üzemanyagtartályt építettek. Ezzel, valamint az hajtóanyag-tartályokra épített kisebb gömbökkel a hajtóanyag mennyiség növekedett. Először egy Zenyit hordozórakétával indították 2011. január 20-án, amikor egy Elektro–L típusú meteorológiai műholdat állítottak pályára.

### Fregat–MT
A Kourouról indítandó Szojuz hordozórakétákhoz  készült. Nagyrészt megegyezik a Fregat–SZB változattal. Fő különbség, hogy a párás egyenlítői környezetben is használható.